# Tratados de Londres (1358-1359)

Reinos de Francia y de Navarra entre 1356 y 1363: Tratados de Londres

Los Tratados de Londres de 1358 y 1359 son dos acuerdos celebrados en el contexto de la Guerra de los Cien Años,firmados por el rey de Francia Juan II, prisionero en Inglaterra tras el desastre de Poitiers (1356), y el rey de Inglaterra Eduardo III, aspirante a la corona de Francia como hijo de Isabel de Francia y, por tanto, nieto de Felipe IV el Hermoso.
Debido a la situación de Francia, marcada por conflictos internos entre el delfín Carlos y la burguesía parisina (Étienne Marcel y la Jacquerie), por un lado, entre el delfín y el rey de Navarra, Carlos II, de la Casa de Évreux, también aspirante a la corona de Francia, por otra parte, ambos tratados quedarían sin aplicación aunque sirvieron de preámbulo para un acuerdo más efectivo celebrado en 1360 con el Tratado de Brétigny.

## Contexto histórico

### Crisis dinástica

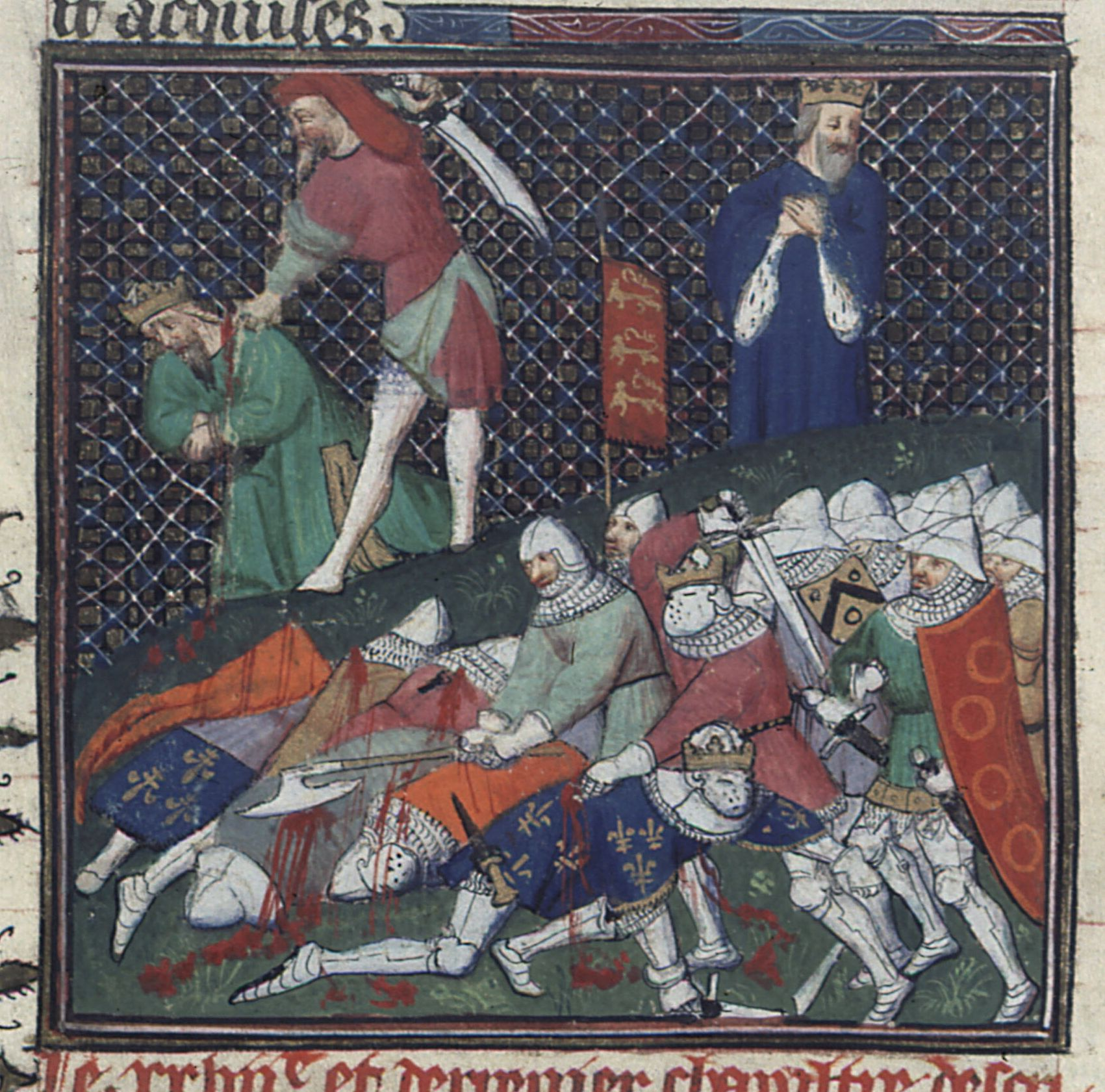
Captura de Juan el Bueno en la batalla de Poitiers

Las relaciones de parentesco de los primeros Valois (1328-1422).

En 1328, la muerte del rey Carlos IV de Francia y I de Navarra, hijo de Felipe IV de Francia y II de Navarra, marcó el final de la línea dinástica directa por vía masculina de los reyes Capetos (987-1328). Era la primera vez, desde Hugo Capeto, que un rey de Francia moría sin dejar un hijo varón como sucesor. Sin embargo, había dos princesas reales vivas: Isabel, hija de Felipe IV, reina de Inglaterra por matrimonio, y Juana, hija de Luis X de Francia y I de Navarra, futura reina privativa del trono de Navarra. 
- Siendo Isabel esposa del rey inglés Eduardo II y madre de Eduardo III, aún poseyendo grandes feudos sobre suelo francés, para la corte francesa era una candidata poco aprecida por la peligrosa acumulación de poder que supondría.
- La otra posible, Juana, hija de Luis X de Francia y I de Navarra, era aún menor de edad cuando ya fue apartada del trono francés y navarro por sus propios tíos, hermanos menores de su padre. Se la había casado con Felipe de Évreux, hijo de Luis de Évreux, fundador de la Casa de Évreux y hermano menor de Carlos de Valois, a su vez fundador de la Casa de Valois; aunque con menores derechos dinásticos sobre el trono francés, los de Felipe se sumaban a los derechos más directos de su joven esposa.

Pero en la corte francesa se antepusieron los intereses nobiliarios de los partidarios de la Casa de Valois, que tan solo reconocieron a Juana como reina privativa de Navarra. Esta cuestión sirvió para sentar las bases de la futura ley sálica al decidir tan tempranamente la exclusión de las mujeres de la sucesión real en favor de la designación del pariente masculino más cercano: Felipe de Valois, primo de Carlos IV, que se convirtió en Felipe VI, el primero de la dinastía Valois (1328-1589).
No obstante, Eduardo III, convertido en rey, postuló sus derechos hereditarios sobre la corona de Francia, que le habían sido usurpados, dando lugar a un largo conflicto bélico iniciado en 1337: la guerra de los cien años. Cuando poco más tarde, el hijo de Juana II de Navarra y Felipe de Évreux, Carlos II, se convirtió en rey de Navarra, también se postuló con su doble legado de derechos hereditarios como un sucesor más directo del linaje capeto, más legítimo que los Valois.

### Inicios de la guerra franco-inglesa (1337-1356)
En general, los reyes franceses Felipe VI y Juan II sufrieron derrotas en las pocas batallas habidas durante este período: en Écluse (1340), en Crécy (1346) y especialmente en Poitiers (1356).
El 19 de septiembre de 1356, Juan II atacó en Poitiers una expedición dirigida por el Príncipe Negro, Eduardo de Woodstock, hijo mayor de Eduardo III, que regresaba de Bourges y Vierzon hacia Burdeos, capital del ducado de Guyena, único feudo francesa todavía en poder de los reyes de Inglaterra, de la Casa de Plantagenet de origen francés.
A pesar de su gran superioridad numérica, Juan II de Francia fue derrotado y cayó prisionero junto a su hijo Felipe II de Borgoña y muchos otros caballeros.

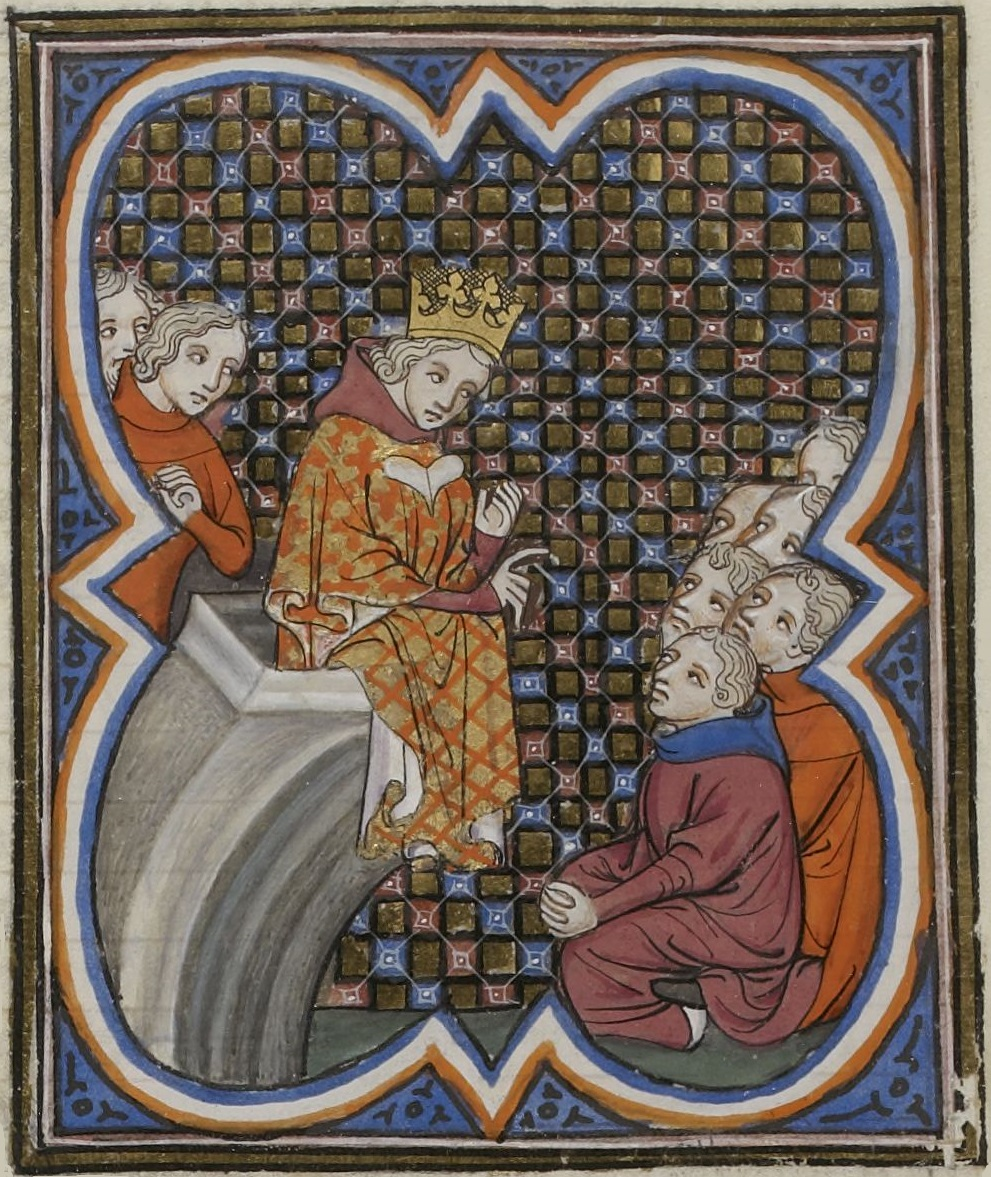
Carlos II de Navarra arengando a los parisinos. París, BnF, département des Manuscrits, Français 2813, folio 405 verso.

### Gobierno del delfín de Francia Carlos (1356-1357)
Detenidos por primera vez en Burdeos, Juan II y Felipe de Borgoña fueron llevados a Inglaterra en abril de 1357, tras firmar el 23 de marzo la tregua de Burdeos de un año de vigencia. Mientras tanto, ocupó el cargo de gobierno el delfín Carlos, muy joven e inexperto, que se debe enfrentarse a las exigencias de la burguesía urbana parisina, encarnada por el preboste de los comerciantes de París, Étienne Marcel, y a las maniobras de los partidarios de Carlos II de Navarra, encarcelado desde abril de 1356 en el castillo de Arleux (cerca de Douai), por orden del rey Juan II de Francia.
El año 1357 fue complicado para el gobierno del delfín, obligado a aceptar la liberación de prisión de Carlos II de Navarra (noviembre), que llega inmediatamente a París para hacerse cargo de la cabeza de su partido, tras un viaje triunfal desde Amiens, y obligado a conceder a Étienne Marcel la Gran Ordenanza (diciembre), que imponía el control de los Estados Generales sobre su poder regio.
Para contrarrestar esta doble amenaza sobre la dinastía Valois (la del rey de Navarra y la de los Estados Generales) Juan II concluye rápidamente un tratado a fin de lograr su liberación para regresar pronto a Francia.

## I Tratado de Londres (enero de 1358)

### Negociaciones
Después de breves negociaciones, se firmó un tratado en enero de 1358.

### Contenido
Eduardo III obtiene:
- las antiguas posesiones de Aquitania de los Plantagenet: Guyena (formalmente confiscada por Felipe VI al inicio del conflicto, por incumplimiento de obligaciones vasallas; pero en realidad Guyenne quedó en manos del rey de Inglaterra), Saintonge, Poitou, Limosín, Quercy, Périgord, Rouergue y Bigorra;
- un rescate de 4 millones de escudos;
- no renuncia a la corona de Francia.

### Consecuencias: insurrecciones y guerra civil (febrero-agosto de 1358)

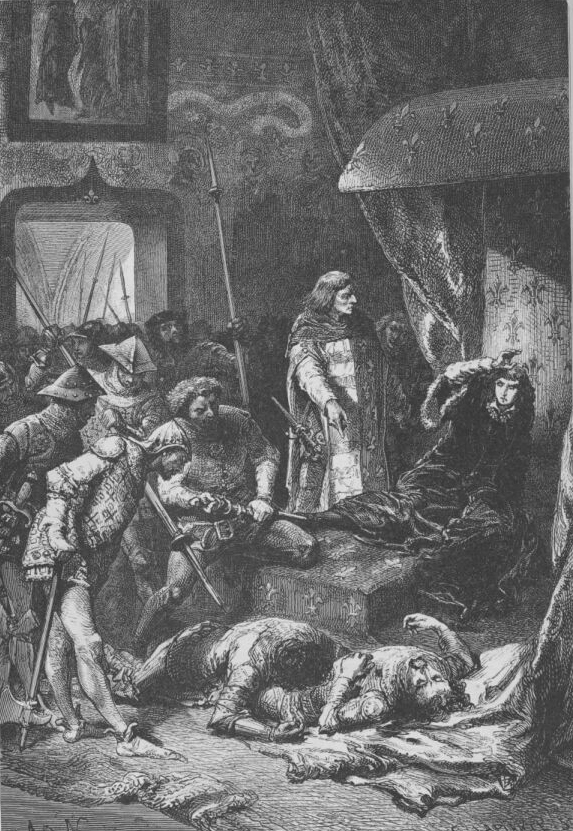
Ilustración del de la muerte de los mariscales (22 de febrero de 1358)

En París, la noticia de este primer tratado provocó indignación y sumió al reino en un conflicto civil.
El 22 de febrero de 1358, Étienne Marcel inició un motín que convocó a tres mil personas en armas. Los insurgentes entraron en las dependencias del delfín, asesinaron a tres dignatarios militares, los mariscales de Normandía, Champaña y Borgoña, e impusieron nuevas exigencias al delfín.
En abril, el delfín abandona París para ir a la asamblea de la nobleza en Senlis y luego a los Estados Generales de Champaña en Provins. Logró tomar las ciudadelas de Montereau y Meaux, iniciando un cerco de París.
El 28 de mayo comenzó una revuelta campesina, la Grande Jacquerie, centrada en la zona de Beauvais, aunque que se propagó más allá. Su líder, apodado Jacques Bonhomme, reunió a varios miles de insurgentes. Étienne Marcel le envió refuerzos y un grupo atacó Meaux, pero fue en vano (9 de junio). El grueso  de las gentes de Jacques Bonhomme, sin embargo, se concentraría en los alrededores de Creil, en Mello.
El rey de Navarra, Carlos de Évreux, que todavía se encontraba en París, decide tomar el asunto en sus propias manos. Con un grupo de mercenarios ingleses, se puso a la cabeza de la nobleza, escandalizada por los asesinatos de los mariscales del 22 de febrero, aplastando el 10 de junio a Jacques Bonhomme en Mello, y regresando a París, con la esperanza de tomar el poder. Pero muchos de los nobles no lo siguen, permaneciendo leales al delfín, que prosigue con sus operaciones de asedio.
La situación se vuelve tensa entre Étienne Marcel y el rey de Navarra, de quien la población parisina recela y ya no apreciaba tanto como durante su liberación. Para el 10 de agosto, las cosas llegaron al punto de que Étienne Marcel ya había sido eliminado y Carlos de Navarra ya no tiene apoyo en París, lo que facilitó abrir las puertas al delfín.
En estas condiciones, este I Tratado de Londres quedará en suspenso sin aplicación alguna.

## II Tratado de Londres (marzo de 1359)
El 24 de marzo de 1359, llegando el fin de la tregua de Burdeos, el delfín Carlos se declara regente del reino francés y Juan II de Francia acepta un nuevo tratado más vinculante que el primero.

### El tratado de la dentadura
Este segundo tratado de Londres se le llama “tratado de la dentadura", al elaborarse sobre un pergamino partido en dos, una para cada firmante, mediante un corte dentado para validar su autenticidad. Este sistema era habitual en Inglaterra entre los contratos de reclutamiento de soldados.

### Contenido
Mediante este tratado, Juan II de Francia cedió al rey de Inglaterra las antiguas posesiones de Leonor de Aquitania en Aquitania: además de Guyena, Saintonge, Poitou, Limosín, Quercy, Périgord y Bigorra (ya cedidos en 1358), el condado de Gaure, Angoumois, Agenais y Gascuña.
También cede varios feudos ubicados fuera de Aquitania, anteriormente considerados feudos de los reyes de Inglaterra: el condado de Maine, Turena, el condado de Anjou y el ducado de Normandía, así como Calais (ocupada por los ingleses desde 1350) y el condado de Ponthieu.
El rey de Inglaterra se convierte en señor del duque de Bretaña, lo que permite inclinar la guerra de sucesión de Bretaña en favor de Juan de Montfort, aliado de los ingleses.
El rescate de Juan II (4 millones de escudos) debería pagarse antes del 24 de junio de 1360.
Esto representa más de la mitad del territorio del reino y varios años de ingresos fiscales.
El tratado, que debía permanecer secreto, llegó al Tribunal de Comptos el 27 de abril de 1359.

## Resultado
El 25 de junio de 1359, ignorando las órdenes de su padre, el delfín Carlos reunió los Estados Generales que declararon que el tratado «no era admisible ni factible». Pasando por los Estados Generales, movilizó al país contra los ingleses y liberó a su padre de Eduardo III. Este asunto afirma el poder del delfín y le otorga el apoyo del país. Pero al mismo tiempo, para los ingleses, era una declaración de guerra: Eduardo III llega en octubre de 1359 para tomar Reims, ciudad de la coronación de los reyes franceses, e imponer una nueva derrota sobre la caballería francesa que la desacreditará al delfín completamente.
Pero, de acuerdo con el rey Juan y su séquito de Londres, que temían represalias si Eduardo III moría durante las operaciones, el regente se opuso a él con tácticas de tierras desoladas y dirigió una guerra de escaramuzas rechazando cualquier batalla campal. Las puertas de Reims permanecen cerradas. Sin embargo, Eduardo III, maniobrando para una batalla campal, no trajo máquinas de asedio que lo hubieran frenado. Se dirige hacia Borgoña. Esta cabalgata se convirtió en un fiasco para los ingleses, acosados, hambrientos, privados de monturas (falta de forraje). Mientras tanto, los marineros normandos atacaron el puerto de Winchelsea (marzo de 1360), provocando el pánico en Inglaterra.
Loco de rabia, Eduardo III regresa a París y deja que su ejército cometa numerosos abusos: ya no se trata de un simple saqueo destinado a alimentar a su ejército, sino de una destrucción sistemática de todos los recursos: se arrancan las vides, se sacrifica el ganado y se masacra a la población. Estos abusos provocaron un fuerte resentimiento contra los ingleses. Muchos de ellos tuvieron lugar durante la Cuaresma y la Semana Santa y, cuando el ejército inglés fue azotado por una violenta granizada el lunes 13 de abril, muchos cronistas vieron una mano divina tras esa granizada.
Eduardo III debe reembarcarse después de haber canjeado a Juan II por Aquitania, un rescate de 3 millones de escudos y su renuncia a la corona de Francia. El Tratado de Brétigny, repitiendo las condiciones del I Tratado de Londres, ratificó este acuerdo en 1360.